# Калуга (аеропорт)

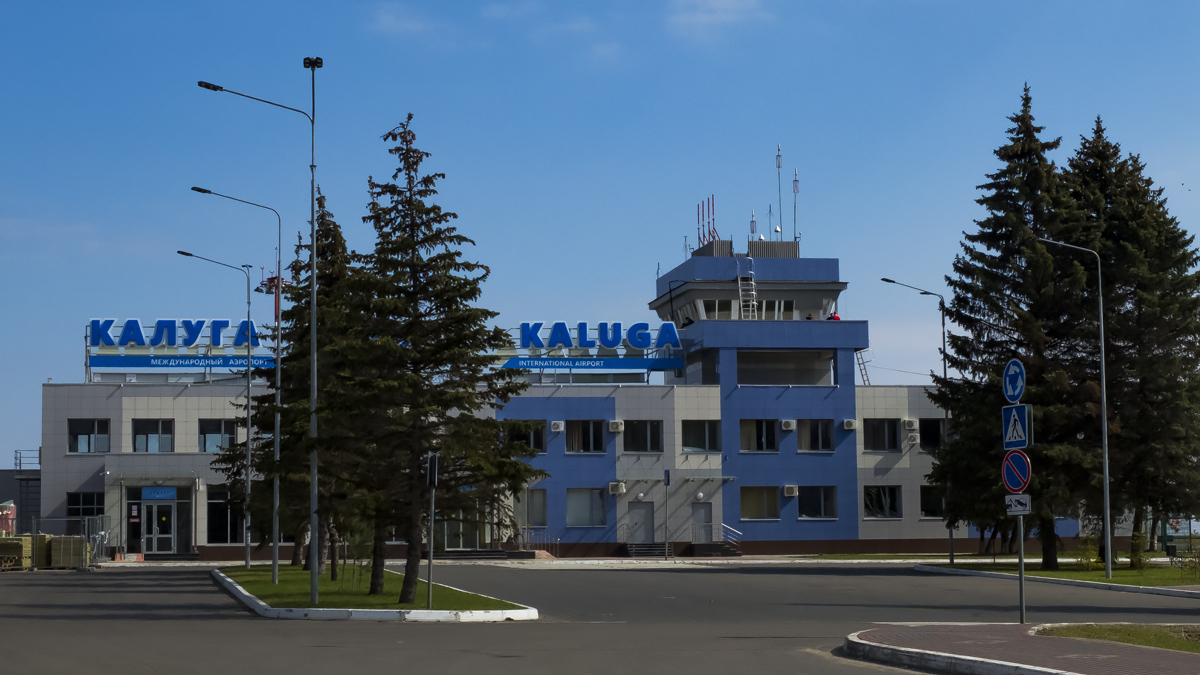
Термінал аеропорту Калуга

Калуга (Грабцево) (IATA: KLF, ICAO: UUBC)  — міжнародний аеропорт міста Калуги, Центральний федеральний округ, Росія. Відкритий в 1970 році, до 2000-х років перестав експлуатуватися. Експлуатація відновлена після закінчення реконструкції аеропорту в 2015 році. Використовувався також як спортивний аеродром Калузьким авіаційним льотно-технічним училищем РОСТО. Поблизу аеропорту базується загін вертольотів Ка-26 «Газпромавіа».

## Характеристики
Офіційна назва аеропорту — Калуга (Грабцево) Експлуатант аеропорту — АТ «Міжнародний аеропорт „Калуга“. Аеродром, здатний приймати літаки А-319-100 (не понад 20 вильотів на добу), Boeing 737–500, ATR-42, SAAB-2000, Challenger-604, Challenger-300, Falcon-2000EX, Falcon-50, Ан-24, Ан-148-100A, Ан-26, Ан-74 і все більш легкі, а також вертольоти всіх типів. Класифікаційне число злітно-посадкової смуги (PCN) 42/F/D/X/T. Пропускна спроможність аеровокзалу — 100 осіб на годину.

## Історія

### 1970-ті— 2000-ті роки
Аеропорт Грабцево був відкритий в 1970 році. Офіційне відкриття аеровокзалу відбулося 1 червня 1970 року, символічну стрічку перерізав перший секретар Калузького обкому КПРС А. А. Кандренков. Перший приземлився цього дня Ан-24 прибув з Курська і, прийнявши на борт калузьких пасажирів, вилетів у Ленінград.
Аеропорт ставився до класу В, був розрахований на прийом літаків Ту-134, Ан-24, Як-40 і більше легенів, а також вертольоти всіх типів.
Перші регулярні рейси виконували Як-40 в Сімферополь і Ан-24 — в Сочі і Ленінград. 15 липня 1976 року аеропорт прийняв перший регулярний пасажирський рейс літака Ту-134 (Калуга-Сочі).
За станом на літо 1991 року з аеропорту виконувалися такі авіарейси:

На літаках Ан-24:
- рейс Ф499/500 Калуга — Донецьк — Геленджик виконувався Воронезьким ВАТ 4 рази в тиждень;
- рейс Ф501/502 Калуга — Воронеж — Геленджик виконувався Воронезьким ВАТ 3 рази на тиждень;
- рейс Ф503/504 Анапа — Харків — Калуга виконувався Воронезьким ВАТ 3 рази на тиждень;
- рейс Ф809/810 Тамбов — Калуга — Ленінград (Ржевка), виконувався Тамбовським ВАТ щодня;
- рейс П987/988 Саранськ — Калуга — Мінськ виконувався Саранським ВАТ 3 рази на тиждень;

На літаках Як-40:
- рейс Ф295/296 Бєлгород — Калуга — Ленінград (Ржевка), виконувався Бєлгородським ВАТ 2 рази на тиждень.

У 2001 році аеропорт був закритий через відсутність фінансування, а ще через кілька років аеропорт був виведений з реєстру цивільних аеродромів РФ.

### Реконструкція
У грудні 2008 року повідомлялося, що калузький завод „Фольксваген“ може вкласти 400–500 млн рублів на реконструкцію аеропорту.
У жовтні 2009 року було підписано розпорядження про передачу аеропорту з федеральної у регіональну власність, було заявлено про плани по відновленню його роботи.
У 2012 році була завершена розробка проекту реконструкції аеропорту, проект був відправлений на державну експертизу.
1 листопада 2013 року китайська компанія ТОВ „ПЕТРО-ХЭХУА“ була обрана генеральним підрядником реконструкції аеропорту. Контракт передбачав виконання робіт з реконструкції злітно-посадкової смуги, руліжних доріжок і стоянки повітряних суден, а також водосточно-дренажної мережі. У фінансуванні проекту використовувалася схема державно-приватного партнерства.
Загальна вартість робіт повинна була скласти 1,71 млрд руб, з яких 913 млн руб — кошти федерального бюджету. Проектом передбачено, що аеропорт зможе приймати літаки А-319, Боїнг-737 та інші з посадкової масою до 64 тонн. Пропускна здатність аеропорту заплановано на рівні 100 тисяч пасажирів в рік.
До кінця 2014 року основні роботи по реконструкції були завершені, і 18 грудня, близько 11:00, в міжнародному аеропорту „Калуга“ приземлився перший літак — Boeing-737-524. Технічний рейс виконувала авіакомпанія „Ютейр“.
25 травня 2015 року аеропорт був офіційно зданий в експлуатацію. У травні 2015 року міжнародний аеропорт Калуга був внесений в реєстр цивільних аеродромів Російської Федерації.

### З 2015 року
З аеропорту Калуга в аеропорт Санкт-Петербурга виконує рейси авіакомпанія „Komiaviatrans“. Продажу квитків відкрилися на початку червня. Генеральний директор авіакомпанії підкреслив, що рейси будуть виконуватися на літаку Embraer ERJ 145 тричі на тиждень, а також анонсував рейс в Сочі (один раз на тиждень).
16 червня 2015 року міжнародний аеропорт „Калуга“ прийняв перший регулярний рейс ІГ-738. Він прилетів з Санкт-Петербурга за розкладом, в 8:40 ранку. Рейс виконувався літаком Embraer ERJ 145 авіакомпанії „Komiaviatrans“ (реєстрація VQ-BWP). У Санкт-Петербург ERJ 145 вилетів з десятьма пасажирами в 9:40 за московським часом.
20 червня 2015 року здійснено перший рейс в Сочі. Рейс також виконувався на літаку Embraer ERJ 145 авіакомпанії „Komiaviatrans“.
У найближчій перспективі аеропорт має намір відкрити рейси до Сімферополя, Геленджик і Мінеральні Води, при цьому як потенційні партнери значаться Ютейр, „Аерофлот“, „Уральські авіалінії“ і „S7“
Повідомлялося також, що аеропорт планує співпрацювати з авіакомпаніями Dexter і „Донавіа“. При цьому в 2015–2016 роках в аеропорту Калуга планувалося виконання близько 20 міжнародних рейсів (Брауншвейг, Франкфурт на Майні, Мюнхена, Гетеборг, Стокгольм, Брюссель, Париж, Мадрид, Анталья, Бодрум, Хургада, Шарм-ель-Шейх, Київ, Мінськ, Єреван, Душанбе, Бішкек, Астана, алмати, Ташкент, Самарканд і ін) і понад 10 внутрішньоросійських рейсів (Москва, Сочі, Сімферополь, Мінводи, Махачкала, Санкт-Петербург, Нижній Новгород, Воронеж через Білгород, Самара, Казань, Єкатеринбург, Тюмень та ін).
16 Липня 2015 року в аеропорту „Калуга“ відбувся перший рейс в Крим на літаку SSJ-100 авіакомпанії „Центр-Південь“.
14 серпня 2015 року згідно з розпорядженням Уряду Російської Федерації № 1559-р аеропорт „Калуга“ отримав міжнародний статус, з можливістю приймати і відправляти міжнародні рейси російських і зарубіжних авіакомпаній[18]. І вже менше, ніж через три тижні, 4 вересня 2015 року прийняв перший міжнародний рейс. По маршруту Брауншвейг (Німеччина) — Калуга на літаку Dassault Falcon 7х в місто прибула делегація членів ради директорів концерну Volkswagen.
У найближчі роки передбачається будівництво нового терміналу, подовження ЗПС до 2600 м.
У перелік субсидованих на 2016 рік потрапили авіамаршрути з Калуги в Санкт-Петербург, Мінеральні Води, Сочі і Анапи.

## Авіалінії та напрямки, листопад 2019
| Авіакомпанія | Пункт призначення                                                                             |
| ------------ | --------------------------------------------------------------------------------------------- |
| Азимут       | Калінінград, Краснодар, Мінеральні Води, Ростов-на-Дону, Сочі, Ст Петербург (з 2 січня 2020), |
| Royal Flight | Сезонний чартер: Анталія                                                                      |
| RusLine      | Казань, Москва-Внуково, Ст Петербург, Єкатеринбург Сезонний: Анапа, Сімферополь               |
| S7 Airlines  | Ст Петербург                                                                                  |